# Thunder (пісня Imagine Dragons)
«Thunder» (укр. «Грім») — пісня американського гурту Imagine Dragons, яка стала другим синглом з третього студійного альбому Evolve. Пісня отримала шалену популярність, і стала першим кліпом Imagine Dragons, який набрав більше мільярда переглядів на Youtube.
Трек також був використаним в рекламі Surface Laptop 2017 компанією Microsoft.

## Кліп
2 травня 2017 вийшов кліп для пісні на офіційному каналі Imagine Dragons [Архівовано 23 березня 2019 у Wayback Machine.] на Youtube. Кліп зняли в місті Дубаї. Режисером відеокліпу став Джозеф Кан. Відео було знято в чорно-білих кольорах. Станом на серпень 2024 року кліп набрав більше 2,15 млрд переглядів.

## Чарти

### Річні чарти
| Чарт (2017)                                       | Позиція |
| ------------------------------------------------- | ------- |
| Австралія (ARIA)                                  | 6       |
| Австрія (Ö3 Austria Top 40)                       | 3       |
| Бельгія (Ultratop Flanders)                       | 18      |
| Бельгія (Ultratop Wallonia)                       | 34      |
| Канада (Canadian Hot 100)                         | 43      |
| Німеччина (Official German Charts)                | 4       |
| Угорщина (Single Top 40)                          | 23      |
| Угорщина (Stream Top 40)                          | 4       |
| Італія (FIMI)                                     | 12      |
| Нідерланди (Single Top 100)                       | 42      |
| Нова Зеландія (Recorded Music NZ)                 | 6       |
| Польща (ZPAV)                                     | 67      |
| Словенія (SloTop50)                               | 41      |
| Швеція (Sverigetopplistan)                        | 19      |
| Швейцарія (Schweizer Hitparade)                   | 11      |
| Велика Британія Singles (Official Charts Company) | 100     |
| США Billboard Hot 100                             | 51      |
| США Hot Rock Songs (Billboard)                    | 4       |

| Чарт (2018)                                   | Позиція |
| --------------------------------------------- | ------- |
| Австралія (ARIA)                              | 50      |
| Канада (Canadian Hot 100)                     | 18      |
| Швеція (Sverigetopplistan)                    | 99      |
| Швейцарія (Schweizer Hitparade)               | 77      |
| Велика Британія Billboard Hot 100             | 22      |
| Велика Британія Hot Rock Songs (Billboard)    | 1       |
| Велика Британія Mainstream Top 40 (Billboard) | 34      |